# 공동 외교 안보 정책
공동 외교 안보 정책(Common Foreign and Security Policy, CFSP)는 유럽 연합의 세 개의 기둥 중 하나이다.

## 상세
주로 안보 및 국방 외교와 행동을 위한 유럽 연합(EU)의 조직되고 합의된 외교 정책이다. CFSP는 주로 무역 및 상업 정책과 제3국에 대한 자금 조달 등과 같은 기타 영역을 포함하는 EU의 대외 관계 중 특정 부분을 다룬다. 
EU는 북대서양조약기구(NATO)가 유럽의 영토 방어와 화해를 책임지는 것으로 보고 있다. 그러나 1999년부터 유럽 연합 또한 평화 유지 및 역내 치안 유지와 같은 임무를 수행할 책임이 있다. EU와 NATO의 관계를 설명하는 데 자주 사용되는 문구는 "분리 가능하지만 분리되지는 않는다"이다. 동일한 병력과 능력이 EU와 NATO 노력의 기초를 형성하지만 필요한 경우 일부를 유럽 연합에 할당할 수 있다.

## 고위대표
외교 정책은 EU 고위 대표인 카야 칼라스가 의장을 맡고 대표한다. 그리고 EU 특별대표를 인권 및 각 지역과 대륙에 할당하여 유럽연합의 외교정책의 일관성을 유지하고 있다.

## 같이 보기
- 유럽 연합 외교 문제·안보 정책 고위대표
- 유럽 대외행동부
- 북대서양 조약 기구